# SV Darmstadt 98
El SV Darmstadt 98 es un club de fútbol alemán, de la ciudad de Darmstadt, en Hesse. Fue fundado en 1898. Cuenta con 14.000 miembros en diversas secciones como atletismo, baloncesto, judo y tenis de mesa. Desde la temporada 2024-25, se desempeñará en la 2. Bundesliga, la segunda categoría del fútbol alemán, tras haber descendido.

## Historia
Fue fundado el 22 de mayo de 1898 con el nombre FC Olympia Darmstadt. En 1919 fue conocido como Rasen-Sportverein Olympia antes de fusionarse con el Darmstädter Sport Club 1905 el 11 de noviembre del mismo año para crear al Sportverein Darmstadt 98.
A finales de los años 1920s e inicios de los 1930s era conocido con el nombre SV Darmstadt. No fue parte de la reorganización del fútbol alemán en el periodo del Tercer Reich hasta 1941, cuando quedó en la Gauliga Hessen-Nassau, en la cual solo jugó 2 años. Para 1944/45 la liga colapsó con la llegada de las fuerzas aliadas a Alemania.
En la temporada 2012-13 inicialmente habían descendido a la Regionalliga, pero a sus rivales del Kickers Offenbach se les negó la licencia para jugar en la 3. Liga para la temporada 2013/14 y fueron relegados a la Regionalliga, por lo que el SV Darmstadt 98 tomó su lugar.
Al finalizar la temporada 2013-2014, el equipo acaba como tercer clasificado, posición que daba acceso a la eliminatoria de ascenso/permanencia. El 19 de mayo de 2014, vence 2-4 al Arminia Bielefeld en el partido de vuelta de promoción, volteando el 1-3 del partido de ida y consiguiendo el ascenso a la 2. Bundesliga .
Solo una temporada después de haber conseguido su ascenso a la 2. Bundesliga, el equipo consigue clasificarse como segundo, tras una victoria contra el St Pauli por 1-0 en la última jornada. Logrando así que el club ascienda a la 1. Bundesliga tras 33 años privado de estar en la máxima categoría del fútbol alemán.

## Estadio

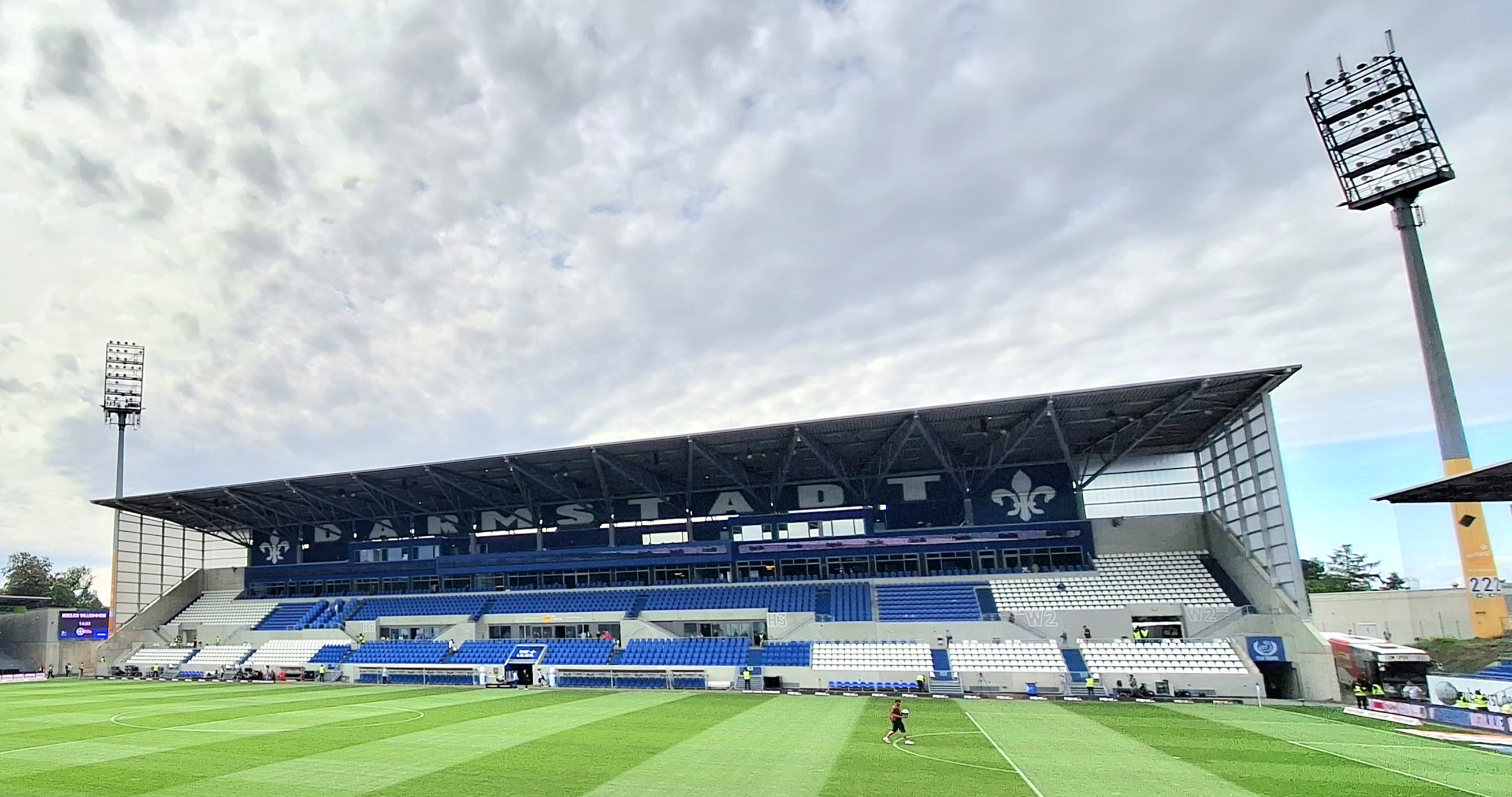

## Rivalidades
Sus rivales tradicionales son otros clubes de Hesse que Eintracht Frankfurt, Kickers Offenbach y Hessen Kassel.
Los partidos contra clubes de Alemania del sur son caracterizado por la rivalidad especialmente contra Waldhof Mannheim, Mainz 05,  Karlsruher SC o 1. FC Nürnberg.

## Palmarés
- Regionalliga Süd: 2

1973, 2011
- 2nd Bundesliga Süd: 2

1978, 1981
- Hessenliga: 7

1950, 1962, 1964, 1971, 1999, 2004, 2008
- Hesse Cup: 6

1966†, 1999, 2001, 2006, 2007, 2008
- † Ganó con el equipo reserva.

## Mayores Presencias
- En la historia del club

|    | Jugador            | País     | Partidos | Estatus   |
| -- | ------------------ | -------- | -------- | --------- |
| 1  | Edwin Westenberger | Alemania | 348      | Fallecido |
| 2  | Oliver Posniak     | Alemania | 331      | Retirado  |
| 3  | Dieter Rudolf      | Alemania | 325      | Retirado  |
| 4  | Willi Wagner       | Alemania | 269      | Retirado  |
| 5  | Willibald Weiss    | Alemania | 238      | Retirado  |
| 6  | Rafael Sánchez.    | España   | 237      | Retirado  |
| 7  | Freddy Heß         | Alemania | 228      | Retirado  |
| 8  | Gerhard Kleppinger | Alemania | 225      | Retirado  |
| 9  | Wilhelm Huxhorn    | Alemania | 219      | Fallecido |
| 10 | Willi Bernecker    | Alemania | 212      | Retirado  |

## Entrenadores
Entrenadores del club desde 1999.
- Eckhard Krautzun (12 de octubre de 1999-27 de mayo de 2000)
- Michael Feichtenbeiner (27 de mayo de 2000-23 de abril de 2002)
- Hans Werner Moser (21 de mayo de 2002-9 de abril de 2003)
- Bruno Labbadia (28 de mayo de 2003-31 de junio de 2006)
- Gino Lettieri (1 de julio de 2006-5 de octubre de 2006)
- Gerhard Kleppinger (6 de octubre de 2006-20 de abril de 2009)
- Živojin Juškić (21 de abril de 2009-20 de marzo de 2010)
- Kosta Runjaić (24 de marzo de 2010-2 de septiembre de 2012)
- Jürgen Seeberger (5 de septiembre de 2012-17 de diciembre de 2012)
- Dirk Schuster (28 de diciembre de 2012-2 de junio de 2016)
- Norbert Meier (1 de julio de 2016-5 de diciembre de 2016)
- Ramon Berndroth (interino) 5-27 de diciembre de 2016)
- Torsten Frings  (3 de enero de 2017-9 de diciembre de 2017)
- Dirk Schuster (12 de diciembre de 2017-18 de febrero de 2019)
- Dimitrios Grammozis (24 de febrero de 2019-30 de junio de 2020)
- Markus Anfang (1 de julio de 2020-30 de junio de 2021)
- Torsten Lieberknecht (1 de julio de 2021-1 de septiembre de 2024)
- Florian Kohfeldt (7 de septiembre de 2024-)

## Temporadas recientes
Temporadas de equipo desde 1999:
| Temporada | Liga                  | División | Puesto |
| 1999–2000 | Regionalliga Süd      | III      | 9º     |
| 2000–01   | Regionalliga Süd      | III      | 5º     |
| 2001–02   | Regionalliga Süd      | III      | 14º    |
| 2002–03   | Regionalliga Süd      | III      | 17º ↓  |
| 2003–04   | Oberliga Hessen       | IV       | 1º ↑   |
| 2004–05   | Regionalliga Süd      | III      | 5º     |
| 2005–06   | Regionalliga Süd      | III      | 5º     |
| 2006–07   | Regionalliga Süd      | III      | 16º ↓  |
| 2007–08   | Oberliga Hessen       | IV       | 1º ↑   |
| 2008–09   | Regionalliga Süd (IV) | IV       | 15º    |
| 2009–10   | Regionalliga Süd      | IV       | 15º    |
| 2010–11   | Regionalliga Süd      | IV       | 1º ↑   |
| 2011–12   | 3. Liga               | III      | 14º    |
| 2012–13   | 3. Liga               | III      | 18º    |
| 2013–14   | 3. Liga               | III      | 3º ↑   |
| 2014–15   | 2. Bundesliga         | II       | 2º ↑   |
| 2015–16   | Bundesliga            | I        | 14º    |
| 2016–17   | Bundesliga            | I        | 18º ↓  |
| 2017–18   | 2. Bundesliga         | II       | 10º    |
| 2018–19   | 2. Bundesliga         | II       | 10º    |
| 2019–20   | 2. Bundesliga         | II       | 5º     |
| 2020–21   | 2. Bundesliga         | II       | 7º     |
| 2021–22   | 2. Bundesliga         | II       | 4º     |
| 2022–23   | 2. Bundesliga         | II       | 2º ↑   |

- Con la introducción de las Regionalligas en 1994 y de la 3. Liga en el 2008 como el nuevo tercer nivel, detrás de la 2. Bundesliga, todas las ligas bajaron 1 nivel.